# أندريه هيرست
أندريه هيرست هو عالم لغوي كلاسيكي سويسري، ولد في 1940 في جنيف في سويسرا.